# Самуель Анеці
Самуель Анеці, Самуїл Анеці (також Самвел Анеці, Самуїл Старший, вірм. Սամուել Անեցի — вірменський історик, вчений і церковний діяч XII століття.

## Життя і творчість
Народився в місті Ані. Навчався у Геворга вардапета, потім у Ованеса Саркаваг. Був ієреєм, пізніше став настоятелем Анійського кафедрального собору. Відомий завдяки своєму історичному твору «Збірник з історичних книг» (вірм. «Հավաքմունք ի գրոց պատմագրաց») названий також «Хронологія Самуель Анеці». Праця була написана на замовлення католикоса Григора ТХА. Анеці викладає історію в хронологічному порядку, починаючи з Адама і доводить до 1176 року. Його «Хронологія» була пізніше продовжена анонімними авторами і доведена до 1358 року. Відмінною рисою Анеці є його критичне ставлення до ранніх авторів. Маючи під рукою твори Євсевія Кесарійського, Агафангела, Мовсеса Хоренаціі, Єгіше, Лазара Парпеці, Фавстоса Бузанда, Себеоса, Шапуха Багратуні, Ованеса Драсханакертці, Степаноса Таронаці, Ованеса Саркаваг та інших, Анеці намагається дати пояснення отриманим розходженням в їхніх повідомленнях. Незважаючи на невеликий розмір, «Хронологія» Анеці вважається дуже важливим і достовірним джерелом. Особливо цінними є повідомлення Анеці про хрестові походи і вірмено-арабські відносини. Праця була перекладена на латинь і надрукована разом з оригіналом в 1818 році в Мілані. Вперше повна редакція з коментарями та аналізом була видана в 1893 році в Вагаршапаті, більш повне видання на основі аналізу близько 70 рукописів вийшло в Єревані в 2014 році. Існує і французький переклад. </br>

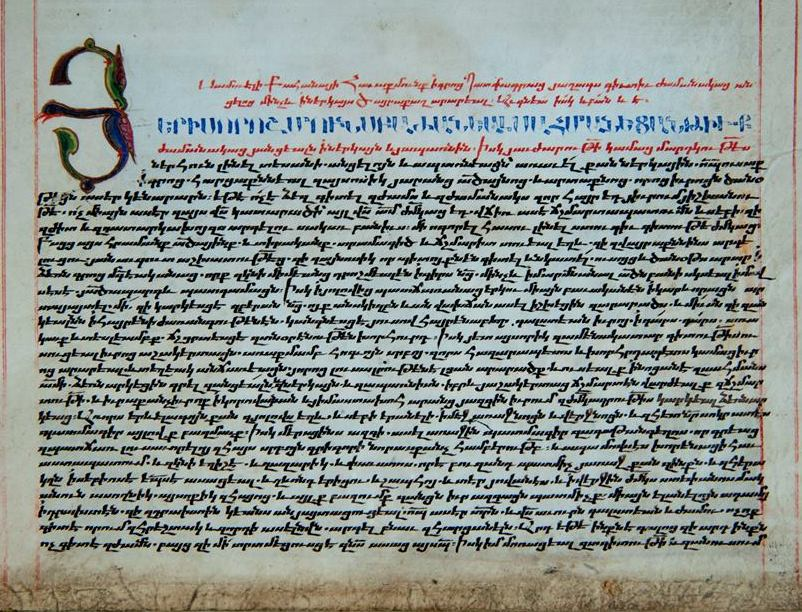
Сторінка з рукопису «Вибірки з історичних книг» Самуеля Анеці, 1626 року

Крім «Хронології» перу Самуеля Анеці належить також твір «Тлумачення календаря» (вірм. «Մեկնութիւն տոմարի») написаний на прохання Степанноса Імастасера. Праця складається з двох частин — в першій частині Анеці порівнює Вірменський календар з Римським, у другій же частині автор оповідає про космологічні і метеорологічні питання, намагається дати наукове пояснення таким явищам, як веселка, комета з хвостом, зорепад, блискавка, грім, дощ, роса, туман, і т. д. У цьому творі яскраво виражається вплив Ананії Ширакаці. Найдавніший зі збережених рукописів «Тлумачення календаря» датується 1373 роком.